# Såghajar
Såghajar (Pristiophoridae) är en familj av hajar, och ensam familj i ordningen Pristiophoriformes. De har lång svärdliknande tandkantad rostrum som den svänger omkring med bland bytesdjur. De flesta finns i vattnen från Sydafrika till Australien och Japan, på ett djup från 40 m och nedåt. 1960 upptäcktes den bahamiska såghajen på djup mellan 640 och 915 m i nordvästra Karibiska havet.

## Beskrivning och biologi
Såghajar har ett par skäggtömmar ungefär halvvägs ut på rostrum. De har två ryggfenor, men saknar analfena, och blir upp till 170 cm långa. Släktet Pliotrema har sex gälspringor, och Pristiophorus det mera vanliga fem. "Sågens" tänder är vanligen alternerande korta och långa.
Dessa hajar livnär sig typiskt på fisk, bläckfisk och kräftdjur beroende på art. De kryssar över bottnen, under användning av skäggtömmarna och de Lorenziniska ampullerna på rostrum för att upptäcka byte i sanden eller dyn, varefter de försöker skada bytet genom att svepa med "sågen" i sidled.

## Jämförelse med sågfiskar
Såghajar och sågfiskar är båda broskfiskar med stora "sågnosar". Sågfiskarna är dock inte hajar utan tillhör rockorna. Sågfiskarnas gälspringor sitter på undersidan som hos en rocka, medan såghajarna har dem på sidan som andra hajar. En annan tydlig skillnad är att sågfiskarna saknar skäggtömmar. Sågfiskarnas tänder på rostrum är snarare jämnstora än alternerande i storlek som hos såghajarna.
| Jämförelse mellan såghajar och sågfiskar | Jämförelse mellan såghajar och sågfiskar           | Jämförelse mellan såghajar och sågfiskar | Jämförelse mellan såghajar och sågfiskar |
| Japansk såghajSågfisk                    | Japansk såghajSågfisk                              | Japansk såghajSågfisk                    | Japansk såghajSågfisk                    |
| Karaktär                                 | Såghaj                                             | Sågfisk                                  | Källor                                   |
| ---------------------------------------- | -------------------------------------------------- | ---------------------------------------- | ---------------------------------------- |
| Gälspringor                              | laterala (på sidan)                                | ventrala (på undersidan)                 | [ 3 ]                                    |
| Skäggtömmar                              | ett par skäggtömmar ungefär halvvägs ut på rostrum | saknas                                   |                                          |
| Sågtänder                                | växlar vanligtvis mellan stora och små             | storlekarna är jämna                     |                                          |
| Livsmiljö                                | djupt vatten ute till havs                         | grunda kustvatten                        | [ 3 ]                                    |
| Storlek                                  | ganska små, 60-170 cm                              | ganska stora, 140-750 cm                 | [ 3 ]                                    |

## Släkten och arter
Enligt Catalogue of Life omfattar familjen sju arter i två släkten. 
Familj Pristiophoridae:
- Släkte Pliotrema
  - Sexbågig såghaj (Pliotrema warreni)
- Släkte Pristiophorus
  - Långnosig såghaj (Pristiophorus cirratus)
  - Pristiophorus delicatus
  - Japansk såghaj (Pristiophorus japonicus)
  - Pristiophorus nancyae
  - Kortnosig såghaj (Pristiophorus nudipinnis)
  - Bahamisk såghaj (Pristiophorus schroederi)